# وارن بارك (إنديانا)
وارن بارك (بالإنجليزية: Warren Park town, Indiana)‏ هي بلدة تقع بولاية إنديانا في الولايات المتحدة. تبلغ مساحتها 1.17 كم2، وترتفع عن سطح البحر 252 م، بلغ عدد سكانها 1,480 نسمة في عام 2010 حسب إحصاء مكتب تعداد الولايات المتحدة وتصل الكثافة السكانية فيها 1,265 نسمة لكل كيلومتر مربع (3,276.3/ميل2).

## التركيبة السكانية
حدّد مكتب تعداد الولايات المتحدة بيانات التركيبة السكانية لوارن بارك في تعداد الولايات المتحدة. في ما يلي، التركيبة السكانية حسب تعدادي 2000 و2010.

### تعداد عام 2000
بلغ عدد سكان وارن بارك 1,656 نسمة بحسب تعداد عام 2000، وبلغ عدد الأسر 915 أسرة وعدد العائلات 373 عائلة مقيمة في البلدة. في حين سجلت الكثافة السكانية 1,415.4 نسمة لكل كيلومتر مربع (3,665.9/ميل2). وبلغ عدد الوحدات السكنية 996 وحدة بمتوسط كثافة قدره 851.3 لكل كيلومتر مربع (2,204.9/ميل2).
وتوزع التركيب العرقي للبلدة بنسبة 92.15% من البيض و4.47% من الأمريكيين الأفارقة و0.24% من الأمريكيين الأصليين و0.91% من الأمريكيين ذوي الأصول الآسيوية و0.60% من الأعراق الأخرى و1.63% من عرقين مختلطين أو أكثر و1.45% من الهسبانيون أو اللاتينيون من أي عرق.
بلغ عدد الأسر 915 أسرة كانت نسبة 17.8% منها لديها أطفال تحت سن الثامنة عشر تعيش معهم، وبلغت نسبة الأزواج القاطنين مع بعضهم البعض 28.5% من أصل المجموع الكلي للأسر، ونسبة 9.5% من الأسر كان لديها معيلات من الإناث دون وجود شريك، بينما كانت نسبة 2.7% من الأسر لديها معيلون من الذكور دون وجود شريكة وكانت نسبة 59.2% من غير العائلات. تألفت نسبة 56% من أصل جميع الأسر من عدة أفراد يعيشون في نفس المنزل ونسبة 44.6% كانت تتألف من شخص يعيش بمفرده يبلغ من العمر 65 عاماً أو أكثر. وبلغ متوسط حجم الأسرة المعيشية 1.81، أما متوسط حجم العائلات فبلغ 2.77.
بلغ العمر الوسطي للسكان 49.7 عاماً. وكانت نسبة 17.9% من القاطنين تحت سن الثامنة عشر، وكانت نسبة 5.4% بين الثامنة عشر والرابعة والعشرين عاماً، ونسبة 21.3% كانت واقعةً في الفئة العمرية ما بين الخامسة والعشرين والرابعة والأربعين عاماً، ونسبة 18.5% كانت ما بين الخامسة والأربعين والرابعة والستين، ونسبة 37% كانت ضمن فئة الخامسة والستين عاماً فما فوق. يوجد لكل 100 أنثى 67.3 ذكر، ويوجد لكل 100 أنثى في الثامنة عشر من عمرها فما فوق 60.8 ذكر.
بلغ متوسط دخل الأسرة في البلدة 25,185 دولارًا، أما متوسط دخل العائلة فبلغ 46,384 دولارًا. وكان متوسط دخل الذكور 41,607 دولارًا مقابل 25,658 دولارًا للإناث. وسجل دخل الفرد الخاص بالبلدة 24,836 دولارًا. وكانت نسبة 4.9% من العائلات ونسبة 6.2% من السكان تحت خط الفقر، وكان من هؤلاء نسبة 1.7% تحت سن الثامنة عشر ونسبة 9.6% في الخامسة والستين من العمر وما فوق.

### تعداد عام 2010
بلغ عدد سكان وارن بارك 1,480 نسمة بحسب تعداد عام 2010، وبلغ عدد الأسر 814 أسرة وعدد العائلات 307 عائلة مقيمة في البلدة. في حين سجلت الكثافة السكانية 1,265 نسمة لكل كيلومتر مربع (3,276.3/ميل2). وبلغ عدد الوحدات السكنية 1,023 وحدة بمتوسط كثافة قدره 874.4 لكل كيلومتر مربع (2,264.7/ميل2).
وتوزع التركيب العرقي للبلدة بنسبة 78.65% من البيض و16.08% من الأمريكيين الأفارقة و0.14% من الأمريكيين الأصليين و0.20% من الأمريكيين ذوي الأصول الآسيوية و3.04% من الأعراق الأخرى و1.89% من عرقين مختلطين أو أكثر و7.30% من الهسبانيون أو اللاتينيون من أي عرق.
بلغ عدد الأسر 814 أسرة كانت نسبة 17.2% منها لديها أطفال تحت سن الثامنة عشر تعيش معهم، وبلغت نسبة الأزواج القاطنين مع بعضهم البعض 23% من أصل المجموع الكلي للأسر، ونسبة 11.3% من الأسر كان لديها معيلات من الإناث دون وجود شريك، بينما كانت نسبة 3.4% من الأسر لديها معيلون من الذكور دون وجود شريكة وكانت نسبة 62.3% من غير العائلات. تألفت نسبة 58.1% من أصل جميع الأسر من عدة أفراد يعيشون في نفس المنزل ونسبة 39.4% كانت تتألف من شخص يعيش بمفرده يبلغ من العمر 65 عاماً أو أكثر. وبلغ متوسط حجم الأسرة المعيشية 1.82، أما متوسط حجم العائلات فبلغ 2.93.
بلغ العمر الوسطي للسكان 50.5 عاماً. وكانت نسبة 18.4% من القاطنين تحت سن الثامنة عشر، وكانت نسبة 5.7% بين الثامنة عشر والرابعة والعشرين عاماً، ونسبة 18% كانت واقعةً في الفئة العمرية ما بين الخامسة والعشرين والرابعة والأربعين عاماً، ونسبة 27.4% كانت ما بين الخامسة والأربعين والرابعة والستين، ونسبة 30.5% كانت ضمن فئة الخامسة والستين عاماً فما فوق. وتوزع التركيب الجنسي للسكان بنسبة 41.9% ذكور و58.1% إناث.